# Georg Bernhard
Georg Bernhard, né le 20 octobre 1875 à Berlin et mort le 10 février 1944 à New York, est un journaliste et écrivain allemand, qui a lutté contre le nazisme. D'origine juive et contraint à fuir l’Allemagne en 1933, il co-fonde un grand titre de la presse d’opinion allemande en exil, le Pariser Tageblatt.

## Biographie
Georg Bernhard est rédacteur en chef du Vossische Zeitung de 1918 à 1930 et il rejoint les rangs du Parti démocrate allemand en 1924.
Il siège au Reichstag de 1928 à 1930.

### Exil
En 1933, avec l'arrivée au pouvoir des nazis, Bernhard s'exile et émigre à Paris, via Copenhague. En décembre 1933, il fonde avec des amis le Pariser Tageblatt (de), journal de l'opposition allemande. 
En 1940, comme beaucoup d'émigrés allemands, il est interné. Il est retenu au camp de Bassens, avant de parvenir à quitter la France pour les États-Unis en 1941. Il meurt en exil à New York.

## Pseudonymes
Georg Bernhard écrit également sous les pseudonymes de Gracchus et Plutus.

## Publications (choix)
- Land oder Geld, Stuttgart, Deutsche Verlags-Anstalt, 1916
- Wie finanzieren wir den Krieg?, Berlin, Hobbing, 1918
- Übergangswirtschaft, Berlin, K. Siegismund, 1918
- Die deutsche Tragödie. Der Selbstmord einer Republik, Prag, Orbis Verlag, 1933 ; traduction française 1933, Le Suicide de la République allemande, traduit par André Pierre, Paris, Éditions Rieder